# KOTOKOノコト
KOTOKOノコト（ことこノコト）は、エフエム北海道（AIR-G'）にて2004年7月3日より放送されているKOTOKOによるラジオ番組。放送時間は木曜日
25:00 - 25:30（JST）。
本項ではこの番組から派生した特別番組KOTOKOノ大ゴト（ことこノおおゴト）についても併せて述べる。

## 概要
北海道出身のKOTOKOが、地元で担当するラジオ番組。
音楽にまつわる話を始め、リスナーを「生徒」に見立て、架空の学園「ソラカゼ学園」の校長という肩書も持つ。
恋の話や、ときには進路にまつわる話なども。
- 基本的にエフエム北海道のスタジオでの収録。
- ツアー中など多忙な際は、数回分をまとめて収録することもある。
- 番組開始当初は収録のみであったが、2006年頃から生放送も行うようになった。

## 放送時間
- 木曜日 25:00 - 25:30（2024年4月4日 - ）

過去の放送時間
- 土曜日 18:00 - 18:30（2004年7月3日 - 2016年3月26日）
- 日曜日 21:00 - 21:30（2016年4月3日 - 2021年12月26日）
  - 2017年10月22日は衆議院議員総選挙開票速報放送のため21:00 - 21:25（25分）に短縮
- 木曜日 25:30 - 26:00（2022年1月6日 - 2024年3月28日）

## パーソナリティ
KOTOKO (2004年7月3日 - 現在）

## 主なコーナー
コットングルメ→オトナのコットングルメ
自称「北海道一のスナック博士」であるKOTOKO自身がおすすめするスナック情報や、特派員（リスナー）からの情報を紹介。放送日が変更された2016年度からは「オトナのコットングルメ」にリニューアルされ、お勧めの酒とつまみを紹介する形式となる。
KOTOKOと恋バナ
恋愛前・中・後のリスナーからのエピソードや相談を紹介。
KOTOKOトススメ
進路についてのリスナーからの相談を紹介。
KOTOKOのコゴト
小言を言われたり、喝を入れて欲しい出来事を紹介。
うさぎとかめ→新生ソラカゼ学園
通称「うさかめ」。この名称はKOTOKOの家にうさぎとかめが2匹ずついるという話が元になっている。「私立ソラカゼ学園」の生徒（リスナー）から、毎月のテーマに沿った投稿を紹介。放送日が変更された2016年度からは「新生ソラカゼ学園」と名称変更。
年度替わりとなる4月の放送では「入学/進級手続き」と称し、生徒の年次（聴取年数）と簡単な自己紹介を募集するのが通例となっている。
うたいたいうた
KOTOKO自身がカヴァーしたい曲や、リスナーからのKOTOKOにカバーしてほしい曲のリクエストを紹介。
真夜中の保健室
深夜にこっそりと聞きたい悩みを募集する相談コーナー。
このほか、コーナー名はないが、番組エンディングにおいてリスナーや家族、友人の誕生日を読み上げることもある。

## KOTOKOノ大ゴト
2006年から不定期に行われる長時間スペシャル。
- 第1回「KOTOKOの大ゴト」2006年2月11日 3:00 - 6:55
  - 3:00 - 4:00のTOKYO FM・AIR-G'2局ネットの「Music Storage」のさっぽろ雪まつり特番「Music 雪まつり Storage」と、4:00 - 6:55の「KOTOKOノコトの雪まつり」の2部構成で放送。
- 第2回「AIR-G' FM Special Wave KOTOKOの大ゴト」2007年2月11日 19:00  - 20:55
  - 札幌駅内のサテライトスタジオ「えき☆スタ」にて公開生放送。
- 第3回「あぁ、人生ってすばらしい～KOTOKOの大ゴト!! vol.3～」2008年5月17日 3:00 - 6:00
- 第4回「KOTOKOノ大ゴト Vol.4」2013年4月21日 2:30 - 5:30
  - KOTOKOのメジャーデビュー10周年を記念し、10周年記念ソングに使いたい好きな言葉を募集しトップ10を選ぶ他、メジャーデビュー以降の楽曲のリクエストを募集し人気トップ10を決定した[2]。
- 第5回「2014年KOTOKOノ大ゴト～10th Anniversary Special～」2014年7月13日 21:00 - 22:55
  - 第4回放送において「リスナーの好きな言葉」を募集し、第5回放送では、トップ10に上がった言葉を用いて作詞された「Radioは今日もうたってる」が初披露された。
- 第6回「KOTOKOノ大ゴト Vol.6～tears cyclone-廻-～」2018年6月30日 2:00 - 5:50[3]
  - ニューアルバム「tears cyclone-廻-」発売を記念し、同作でコラボレーションした高瀬一矢をゲストに迎え放送。メッセージテーマを「涙」、リクエストテーマを作詞・作曲・編曲をKOTOKOと高瀬が担当したKOTOKO楽曲を対象とする「KOTOKO×高瀬一矢」として募集し番組内でKOTOKO・高瀬のタッグによる楽曲の人気ランキングを発表した。
- 第7回「KOTOKOノコト1000回記念！KOTOKOノ大ゴト Vol.7」2023年9月15日 1:30 - 3:30[4]
  - 放送1000回を記念した2時間生放送として、デビュー20周年アルバム「リデコレイト・マイセルフ」の制作秘話や生電話相談企画「真夜中の生保健室」、「KOTOKOノコゴト」の復活実施を展開。